# 山本陽子 (美術史学者)
山本 陽子（やまもと ようこ、1955年 - ）は、日本の美術史学者、明星大学教授。専門は日本中世絵画史。

## 略歴
東京都生まれ。1977年早稲田大学第一文学部芸術学卒、1991年同大学院文学研究科博士課程後期単位取得。2002年明星大学人文学部助教授、2007年准教授、2009年教授。
2004年「絵巻における神と天皇の表現」で早稲田大学より博士（文学）を取得。

## 著書
- 『絵巻における神と天皇の表現 見えぬように描く』（中央公論美術出版） 2006
- 『絵巻の図像学 「絵そらごと」の表現と発想』（勉誠出版） 2012
- 『図像学入門 - 疑問符で読む日本美術』（勉誠出版） 2015
- 『はじめての日本美術史』（山川出版社） 2018
- 『物語る仏教絵画 - 童子・死・聖地』（勉誠社） 2023
- 『隠された顔　絵巻の中の尊きものたちの描き方』（教育評論社）2024
- 『入門 日本美術史』（カラー新書・ちくま新書） 2024

## 参考
- [ISBN　978-4-585-27007-2]